# Janine Tugonon
Janine Marie Raymundo Tugonon (Balanga, 1989) è una modella filippina, rappresentante delle Filippine per Miss Universo 2012.
La modella si era classificata alla seconda posizione del concorso Binibining Pilipinas 2011, dove si era classificata dietro alla vincitrice Shamcey Supsup. L'anno seguente la Tugonon ha nuovamente gareggiato a Binibining Pilipinas ed ha finalmente ottenuto il titolo di Miss Universe-Philippines 2012, durante la cerimonia di premiazione tenuta presso lo Smart Araneta Coliseum il 15 aprile 2012.
Janine Marie Tugonon si è laureata in farmacia presso l'università di Santo Tomás nel 2010.